# Laleu, Orne
Laleu là một xã thuộc tỉnh Orne trong vùng Normandie tây bắc nước Pháp. Xã này nằm ở khu vực có độ cao trung bình 185 mét trên mực nước biển.

## Dân số
Lần điều tra dân số của địa phương này gần nhất vào 2007 cho biết có 375 dân sống tại đây.